# إم 83 (فرقة موسيقية)
إم 83 وهي فرقة غناء موسيقية إلكترونية فرنسية تشكلت في 2001 متكونة من أنتوني غونزاليس و نيكولاس فروماغو تشكلت في بلدة أنتيب في فرنسا من أشهر أغانيهم Midnight City، وتستقر حالياً في مدينة لوس أنجلوس، أنتجوا 7 ألبومات ورشح ألبومين لهم لجائزة غرامي.

## روابط خارجية
- إم 83 على موقع IMDb (الإنجليزية)
- إم 83 على موقع ميوزك برينز (الإنجليزية)
- إم 83 على موقع رولينغ ستون (الإنجليزية)
- إم 83 على موقع أول ميوزيك (الإنجليزية)
- إم 83 على موقع ديسكوغز (الإنجليزية)
- إم 83 على موقع قاعدة بيانات الفيلم (الإنجليزية)